# Blackford, Wedmore
Blackford är en by i Somerset i England. Byn är belägen 29,2 km 
från Taunton. Orten har 719 invånare (2016).